# ويليام هنري شامبرلن
ويليام هنري شامبرلن (بالإنجليزية: William Henry Chamberlin)‏ هو مؤرخ وكاتب وصحفي ومؤلف أمريكي، ولد في 17 فبراير 1897 في بروكلين في الولايات المتحدة، وتوفي في 12 سبتمبر 1969 في سان موريتز في سويسرا.